# خالد سلمان
خالد سلمان (انگلیسی: Khalid Salman؛ زادهٔ ۵ آوریل ۱۹۶۲) یک بازیکن فوتبال اهل قطر است.

## باشگاهی
از باشگاه‌هایی که در آن بازی کرده‌است می‌توان به السد اشاره کرد.

## تیم ملی
وی همچنین در تیم ملی فوتبال قطر بازی کرده است.